# Alex Meruelo
Alex L. Meruelo Jr., född 27 mars 1964, är en amerikansk affärsman och företagsledare. Han äger och kontrollerar holdingbolaget Meruelo Group, som i sin tur äger bland annat kasinot SLS Las Vegas i Winchester i Nevada och ishockeyorganisationen Arizona Coyotes (majoritet) i National Hockey League (NHL). Företaget har också intressen i bland annat radio, TV, fastigheter och livsmedelsindustrin.
2011 var Meruelo också ute efter att köpa basketorganisationen Atlanta Hawks i National Basketball Association (NBA) men Meruelos erbjudande var inte tillräckligt lukrativt för att Hawks dåvarande ägare Atlanta Spirit skulle acceptera det. Hawks blev dock sålda fyra år senare till ett konsortium bestående av bland annat Sara Blakely, Grant Hill och Tony Ressler. 2013 var han nära att förvärva kasinot Trump Plaza Hotel and Casino i Atlantic City i New Jersey av Donald Trump för $20 miljoner, affären stoppades dock efter att kasinots största fordringsägare Carl Icahn sa nej. 2018 köpte han den spanska ön Illa d'en Colom för 3,2 miljoner euro.
Meruelo avlade en kandidatexamen vid California State University, Long Beach.
Hans förmögenhet uppges vara värderad till $2 miljarder.